# Rajpramukh

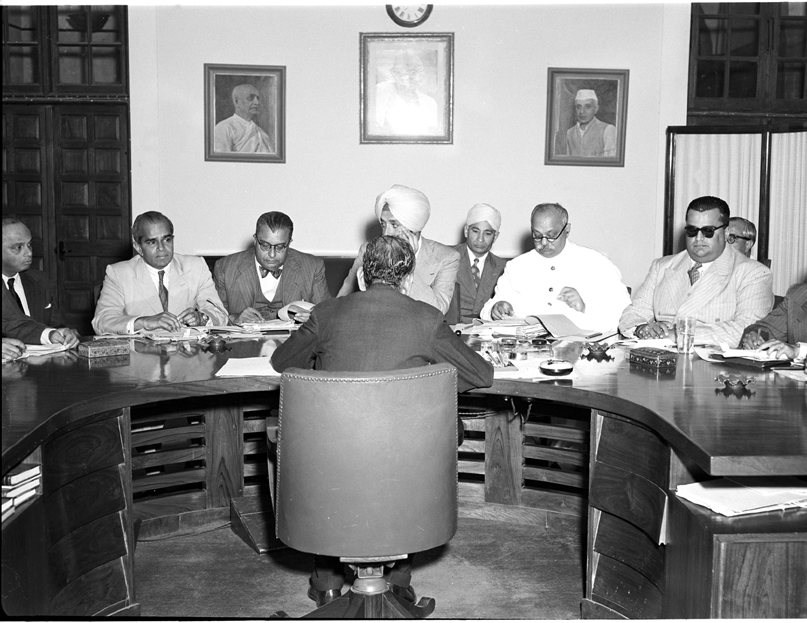
, ministre des États, s'adressant à la conférence des Rajpramukhs à New Delhi le 16 mars 1952.

Rajpramukh était un titre administratif en Inde qui existait depuis l'indépendance de l'Inde en 1947 jusqu'en 1956. Les Rajpramukhs étaient les gouverneurs nommés de certaines provinces et États indiens.

## Contexte historique
L'Empire britannique des Indes, qui comprenait la majeure partie de l'Inde, du Pakistan et du Bangladesh actuels, était composé de deux types d'unités politiques. L'Inde britannique (en) se composait de quinze provinces, toutes possessions britanniques, gouvernées directement par les Britanniques à tous égards, soit par l'intermédiaire d'un gouverneur, soit d'un commissaire en chef, des fonctionnaires nommés par le Vice-roi et gouverneur général des Indes. Aux côtés de l'Inde britannique, il y avait un grand nombre d'États princiers, gouvernés par des dirigeants héréditaires locaux, qui reconnaissaient la suzeraineté britannique, y compris le contrôle britannique de leurs affaires extérieures, mais qui conservaient l'autonomie locale. Au moment de la proclamation de la reine Victoria comme impératrice des Indes en 1875, plus de 700 États et territoires princiers indiens jouissaient de relations conventionnelles avec la Couronne britannique. La relation exacte entre le gouvernement indien (contrôlé par les Britanniques) et ces États variait énormément, allant de traités d'alliance, de défense, de protection ou de supervision à un contrôle presque pur et simple. La Couronne britannique a pris le contrôle de l'Inde britannique de la Compagnie des Indes orientales en 1857 et a ensuite contrôlé la gouvernance interne par l'intermédiaire d'un secrétaire d'État à l'Inde à Londres et d'un vice-roi en Inde.
Les centaines d'États princiers variaient considérablement en taille, d'Hyderabad, avec une population de plus de dix millions d'habitants, à de minuscules États. La plupart des dirigeants des États princiers travaillaient en étroite collaboration avec un agent politique britannique responsable devant le gouverneur d'une province britannique, mais les quatre plus grands États princiers, Hyderabad, Baroda, Mysore et Jammu-et-Cachemire, avaient des résidents directement sous l'autorité. du vice-roi. Deux agences, l'Agence de l'Inde centrale (en) et l'Agence du Rajputana (en), étaient composées de nombreux États princiers et leurs agents politiques étaient nommés par le vice-roi.

## Après l'indépendance sous le dominion de l'Inde, 1947-1950
Le 20 février 1947, le gouvernement britannique a annoncé son intention de transférer le pouvoir de l'Inde britannique aux mains des Indiens d'ici juin 1948. Cependant, le 16 mai 1947, le plan de mission du Cabinet n'avait pas réussi à élaborer une constitution pour l'Inde acceptable pour toutes les parties en lice. Par la suite, le gouvernement britannique a annoncé le 3 juin 1947 son intention de diviser l'Inde britannique en deux dominions. Le 15 juillet 1947, la Chambre des communes du Royaume-Uni a adopté l'Indian Independence Act 1947, pour diviser l'Inde britannique en dominions de l'Inde et du Pakistan. La Chambre des lords a emboîté le pas le lendemain. Le projet de loi a reçu la sanction royale le 18 juillet 1947. À partir de ce jour, la suzeraineté de la Couronne britannique sur les États princiers indiens est devenue caduque conformément à l'article 7 (b) de la loi sur l'indépendance de l'Inde de 1947, et avec elle tous les traités entre la Couronne britannique et le Les États indiens avaient également un quitus légal. Les dirigeants des États indiens sont devenus souverains à partir du 18 juillet 1947 et, en principe, ils étaient libres d'accéder à l'un ou l'autre des deux dominions ou de rester indépendants. Conformément aux dispositions de la loi, le 15 août 1947, deux dominions indépendants de l'Inde et du Pakistan ont été créés. Les dirigeants du mouvement indépendantiste indien ont exercé une forte pression sur les princes indiens pour qu'ils adhèrent à leurs États au dominion de l'Inde. Le 15 août 1947, pratiquement tous les dirigeants avaient signé un instrument d'adhésion avec le gouverneur général de l'Inde, donnant le pouvoir au gouvernement du dominion de faire des lois sur les trois sujets de la politique étrangère, de la communication et de la défense, et sinon ils restaient souverains. dirigeants. Ces dirigeants ont également signé un autre accord connu sous le nom de « Stand Still Agreement », pour assurer la continuité de tout accord existant entre l'Inde britannique et leurs États.
Trois États indiens, à savoir Hyderabad, Jammu-et-Cachemire et Junagadh, n'ont pas adhéré à l'un ou l'autre des dominions. Le Jammu et certaines parties du Cachemire ont été incorporés à l'Inde après que le maharaja Hari Singh ait été contraint de demander une intervention militaire indienne contre les seigneurs tribaux parrainés par les Pakistanais (Afridis). Avec le temps, les deux États restants d'Hyderabad et de Junagadh ont été envahis et annexés par l'Inde.
En 1948, le maharaja de Gwalior a signé une alliance avec les dirigeants des États princiers voisins pour former un nouvel État connu sous le nom de Madhya Bharat. Ce nouvel État d'alliance devait être gouverné par un conseil des dirigeants avec un chef connu sous le nom de Rajpramukh. Ce nouvel État a signé un nouvel instrument d'adhésion avec le dominion de l'Inde. Par la suite, de nombreux autres États indiens ont fusionné avec leurs États indiens voisins sur les mêmes lignes pour former les États contractants connus sous le nom de Vindhya Pradesh, Patiala et East Punjab States Union (PEPSU), Rajputana, etc.

## Rajpramukhs dans la république de l'Inde de 1950 à 1956
Dans l'intervalle, le gouvernement du dominion de l'Inde avait mis en place une Assemblée constituante pour formuler une nouvelle Constitution pour l'Inde. Simultanément, chacun des dirigeants indiens indépendants et des Rajpramukhs des États contractants avait mis en place des assemblées constituantes pour leurs États respectifs et également envoyé leurs représentants à l'Assemblée constituante de l'Inde afin de faire des lois uniformes pour leurs États respectifs. La pensée parmi les dirigeants indiens à cette époque était que chaque État princier ou État contractant resterait indépendant en tant qu'État fédéral dans le sens suggéré à l'origine par la loi de 1935. Mais au fur et à mesure que la rédaction de la constitution progressait et que l'idée de former une république se concrétisait, il fut décidé que tous les États princiers/États contractants fusionneraient avec la république de l'Inde, et que tous les maharajas recevraient une bourse privée (en) et privilèges dont ils jouissaient le 15 août 1947 par des garanties constitutionnelles. Ainsi les articles 294, 362, 366 et 363 ont été incorporés. En outre, il a également été décidé que le maharaja de Mysore, le maharaja du Jammu-et-Cachemire, le Nizam d'Hyderabad et les Rajpramukhs des États contractants continueraient d'être les chefs constitutionnels de leurs États respectifs. Le 26 octobre 1949, l'assemblée constituante avait finalisé une nouvelle constitution pour l'Inde et tous les États princiers indiens adhérents et les États contractants ont fusionné avec la nouvelle république de l'Inde. Conformément aux dispositions constitutionnelles, tous les maharajas ont conclu un autre accord avec le gouverneur général de l'Inde pour prévoir le montant spécifique de la bourse privée, le droit à leurs biens personnels (par opposition aux biens de l'État) et le droit à la succession conformément à la pratique sur leur territoire. Ces conventions ont été conclues avant le 26 janvier 1950 afin de les faire tomber sous le coup de l'art. 363. Le 26 janvier 1950, l'Inde est devenue une république. La nouvelle constitution a créé quatre types de divisions administratives en Inde : neuf États de la partie A, les anciennes provinces britanniques, qui étaient dirigées par un gouverneur nommé et une législature d'État ; huit États de la partie B, anciens États princiers ou groupes d'États contractants, qui étaient gouvernés par un Rajpramukh ; dix États de la partie C, comprenant à la fois d'anciens États princiers et des provinces, qui étaient gouvernés par un commissaire en chef; et un territoire de l'Union dirigé par un gouverneur nommé par le président de l'Inde.
Conformément à l'article 366 de la Constitution indienne (telle qu'elle existait en 1950) :
Article 366 (21) : Rajpramukh signifie-
(a) en ce qui concerne l'État d'Hyderabad, la personne est actuellement reconnue par le président comme nizam d'Hyderabad ;
(b) en ce qui concerne l'État de Jammu-et-Cachemire ou l'État de Mysore, la personne qui, pour le moment, est reconnue par le président comme le maharaja de cet État ;
et (c) par rapport à tout autre État spécifié dans la partie B de la première annexe, la personne qui, pour le moment, est reconnue par le président comme le Rajpramukh de cet État, et comprend par rapport à l'un desdits États toute personne pour le moment reconnu par le président comme compétent pour exercer le Madhya Bharat, le Vindhya Pradesh, le Patiala et l'Union des États du Pendjab oriental (PEPSU) et le Rajasthan.

## Gouverneurs Rajpramukhs de 1948 à 1956
- L'État d'Hyderabad a eu son dernier nizam, Asaf Jâh VII (né en 1886 - décédé en 1967) en tant que Rajpramukh de l'État du 26 janvier 1950 au 31 octobre 1956.
- Union des États de Patiala et du Pendjab oriental avait le maharaja Yadavindra Singh (né en 1913 - décédé en 1974), le maharaja de Patiala, en tant que Rajpramukh et avait maharaja Jagatjit Singh (né en 1872 - décédé en 1949), le maharaja de Kapurthala, en tant que Uprajpramukh (adjoint Rajpramukh).
- Le Saurashtra avait Krishna Kumarsinhji Bhavsinhji (en) (né en 1912 - décédé en 1965), l'ancien maharaja de l'État de Bhavnagar, et Digvijaysinhji Ranjitsinhji (né en 1895 - décédé en 1966), l'ancien maharaja de l'État de Nawanagar, respectivement en tant que Rajpramukh par intérim et régulier. Pendant ce temps, Maharana maharaja Shri Raj Mayurdhwajsinhji Meghrajji III Ghanshyamsinghji Sahib, l'ancien maharaja de l'État de Dhrangadhra, lors de la création de l'État uni de Kathiawar (Saurashtra) en 1948, a été installé en tant qu'Uprajpramukh (député Rajpramukh) et il a servi comme Rajpramukh par intérim pendant la absence du Rajpramukh.
- L'État de Mysore avait le maharaja de Mysore, Jayachamarajendra Wadiyar (né en 1919 - décédé en 1974) sous le nom de Rajpramukh. Il a continué comme gouverneur du 1er novembre 1956 au 4 mai 1964. Il a occupé le poste de gouverneur de l'État de Madras (actuel Tamil Nadu) du 4 mai 1964 au 26 juin 1966.
- L'État de Travancore-Cochin avait le dernier maharaja de Travancore, Bala Rama Varma II (en) (né en 1912 - décédé en 1991) sous le nom de Rajpramukh du 1er juillet 1949 au 31 octobre 1956.
- Le Madhya Bharat (en) a eu le dernier maharaja de Gwalior, Sir Jiwajirao Scindia (en) (né en 1916 - décédé en 1961) sous le nom de Rajpramukh du 28 mai 1948 au 31 octobre 1956.
- Le Rajasthan a eu plusieurs Rajpramukhs, Sir Bhim Singh II (1909-1991), le Maharao de Kota, du 25 mars 1948 au 18 avril 1948 et Sir Bhopal Singh (né en 1884 - décédé en 1955), le Maharana d'Udaipur, du 18 avril 1948 - 1er avril 1949, puis continue avec la désignation de Maha Rajpramukh du 1er avril 1949 au 4 juillet 1955; et Man Singh II, maharajah de Jaipur, d'avril 1949 à octobre 1956. Le Maharana d'Udaipur a été nommé Rajpramukh et Kota Naresh a été nommé Up-Rajpramukh de l'Union de nombreux anciens États princiers du Rajasthan, et par la suite Maharana Bhupal Singh d'Udaipur a été nommé nommé Maha-Rajpramukh et le Kota Naresh a été nommé Up-Rajpramukh.
- Le Vindhya Pradesh (en) avait Rameshwar Prasad Singh, maharaja de Singrauli comme Rajpramukh mais il est mort, alors Martand Singh le maharaja de Rewa a été nommé.

## Après 1956
Le 1er novembre 1956, la loi sur la réorganisation des États est entrée en vigueur, ce qui a effacé la distinction entre les États des parties A, B et C et a réorganisé les frontières des États selon des critères linguistiques. Parmi les États de la partie B, Rajputana a été fusionné avec l'État d'Ajmer-Merwara pour devenir le Rajasthan ; Hyderabad a été partagé entre Mysore, Andhra Pradesh et l'État de Bombay ; Saurashtra a été fusionné avec l'État de Bombay ; Travancore-Cochin a fusionné avec le district de Malabar pour former le nouvel État du Kerala ; le Madhya Bharat et le Vindhya Pradesh ont été fusionnés dans le Madhya Pradesh ; l'Union des États de Patiala et du Pendjab oriental (PEPSU) a été fusionnée avec l'État du Pendjab, et l'État de Mysore a été agrandi avec l'ajout de l'État de Coorg et de parties des États de Bombay, Madras et Hyderabad.
En 1956, le système des unions volontaires d'États a été démantelé et la position de Rajpramukh abolie. De nouveaux États ont été créés selon des critères linguistiques et ethniques, qui ont déchiré les liens traditionnels qui existaient dans les anciens États princiers. Au fur et à mesure que les dirigeants princiers mouraient un à un, le temps était écoulé avant que leurs successeurs ne soient reconnus par le gouvernement indien. Lorsqu'ils ont été reconnus, c'était généralement après avoir été persuadés d'accepter des bourses privées inférieures ou des réductions de privilèges. Mais de nombreux maharajas et maharanis influents ne se contentaient pas d'être de simples détenteurs de titres nominaux bénéficiant de privilèges. Ils ont commencé à se présenter aux élections soit en tant qu'indépendants, soit en adhérant à des partis politiques. La popularité croissante et le succès de nombreux anciens membres de la royauté dans les hustings, en particulier la maharani Gayatri Devi de Jaipur et la rajmata de Gwalior, Vijaya Raje Sindhia, entre autres, n'étaient pas du goût de Indira Gandhi, devenue Premier ministre de l'Inde en 1966.
En 1969, le Congrès national indien s'était scindé en Congrès (Organisation) et Congrès (Gouvernance). Le Congrès (R) était dirigé par Indira Gandhi et pour obtenir le soutien du public, elle a inventé des slogans comme Garibi Hatao (Stop à la pauvreté) qui comprenait la promesse d'abolir l'ordre royal. Elle a dé-reconnu tous les maharadjas par une ordonnance présidentielle en 1969. Mais cela a été invalidé par la Cour suprême de l'Inde. Finalement, le gouvernement par le 26e amendement de la Constitution de l'Inde a réussi à abolir l'ordre princier. Ce processus a été achevé à la fin de 1971. Bien qu'un défi à cet amendement ait été monté devant la Cour suprême, le tribunal n'a ni entendu l'affaire immédiatement ni accordé de soulagement aux dirigeants. L'affaire a finalement été tranchée contre les dirigeants jusqu'en 1993, date à laquelle elle était devenue un fait accompli.
Depuis, ils n'ont apprécié leurs styles et titres traditionnels que sur une base sociale et semblent s'être bien adaptés. D'anciens membres de la famille royale comme le capitaine Amarinder Singh - maharaja de Patiala, Maharani Vasundhara Raje Scindia de Dholpur ont même accédé au poste de ministres en chef du Pendjab et du Rajasthan respectivement jusqu'à récemment. Beaucoup d'autres comme Srikantadatta Narasimharaja Wadiyar - maharaja de Mysore, VP Singh, Digvijay Singh, Madhavrao Scindia et son fils Jyotiraditya Scindia, Arjun Singh, et bien d'autres ont été des politiques actifs et ont été Premier ministre, gouverneurs, ministres, députés et députés à différents moments.